# Malleus Maleficarum
Malleus Maleficarum (у преводу са латинског: Вештичји чекић) је злогласни трактат о вештицама који је написао Хајнрих Крамер, инквизитор Католичке цркве. Књига је написана 1486, а објављена 1487. године.
Главна сврха књиге била је систематско побијање аргумената да не постоје враџбине и дискредитовање оних који су били скептични или нису веровали у постојање вештица и враџбина. Књига је такође требало да едукује магистрате о процедурама проналажења и кажњавања вештица. У књизи се тврдило да су вештице чешће жене него мушкарци.
Између 1487. и 1520. године штампано је 20 издања књиге, а још 16 издања је објављено између 1574. и 1669. Постоји неслагање међу историчарима о утицају који је ова књига имала на инквизицију и интензивирање „лова на вештице“. Према Меккулоху, Malleus Maleficarum је био један од неколико главних фактора који су допринели избијању „вештичјег лудила“. Други савремени историчари сматрају да књига ипак није била толико утицајна.